# Taphinellina akkoae
Taphinellina akkoae es una especie de insecto coleóptero de la familia Chrysomelidae.
Fue descrita científicamente en 1954 por Chujo.